# Lamta
Lamta este un oraș în Tunisia. A fost fondat în sec. al XII-lea î.e.n. de către navigatorii fenicieni.